# Loury

Loury este o comună în departamentul Loiret din centrul Franței. În 1 ianuarie 2022 avea o populație de 2.582 de locuitori.